# Nacionalnost
Nacionalnost ili narodnost označava pripadnost osobe narodu ili naciji. Pojam "narod" upotrebljava se za različite koncepcije. U hrvatskom jeziku se rabi za pripadnost etničkoj skupini ili narodu koncepcijski definiranoj po etničnosti. Osim toga može se odnositi i na članstvo politički određenoj koncepciji državljanstva. 
Koncepcija državljanstva upotrebljava se za jednu i za drugu definiciju nacije. U konačnici uporaba ovisi o tradicionalno- kulturnom ili političkom stavu.

## Nacionalnost kao etnička klasifikacija
U hrvatskom jeziku, najčešće je za pripadanje nacionalnosti važno podrijetlo osobe a nije nužno i za odobravanje odgovarajućeg zahtjeva za stjecanje hrvatskog državljanstva.
Djeca posjeduju državljanstvo svojih roditelja. Ako su roditelji različitih nacionalnosti, govorimo o višenacionalnim podrijetlu.

## Uporaba u SAD-u, Kanadi i Francuskoj
U SAD-u, Kanadi i bivšoj kolonijalističkoj zemlji, Francuskoj, pučanstvo države također se opisuje kao narod. Po tamošnjem shvaćanju, za stjecanje državljanstva je odlučujuće da je osoba rođena u toj zemlji. Zagovornici koncepcije etničkih nacionalnosti često opisuju takve nacije kao multietničke države i tvrde da je uporaba zajedničkog jezika u tim zemljama provedena sa svrhom stvaranja osjećaja zajedništva ljudi različitih pozadina s ciljem da se izbjegnu sukobi i smanje tenzije.